# Def Ill
Def Ill (bürgerlich: Felix Schager; * 11. Jänner 1989) ist ein österreichischer Rapper, Musikproduzent und Mitbegründer der Band „Fireclath Soundsystem“. Er tritt auch unter dem Namen „Governor General (Ruffian) Rugged“ auf.
Er ist Mitglied der Formationen „Ill Mindz“, „Mus Bus“, „Boombokkz Recordz“, „Clockwork Blackness“ & „Mördaoffn“. Er ist hauptsächlich für seine Doubletime-Rap-Technik, seine Konzerte und seinen auf inhaltliche Botschaften ausgerichteten Musikstil bekannt. Seine Texte sind in „Def Ill“-Deutsch, jedoch meist im österreichischen Slang gehalten. Als sein Alter Ego „Ruffian“ rappt er in Patois.

## Geschichte
Def Ill begann 1996 im Alter von sieben Jahren zu rappen. Sein erster Gastauftritt erschien im Jahr 2001 auf der Texta-Single Verstanden des im Jahre 2002 erschienenen Albums Blickwinkel. Das Video zur Single ist auf der Paroli-DVD von Texta enthalten. Im Jahr 2003 erschien er in der Hookline von Das kleine ABC auf dem Rückgrat-Tonträger Konfrontation. Im Januar des gleichen Jahres veröffentlichte er mit seinem damaligen DJ „Mr Tuzzaud“ den Song Zerberus auf dem Hip Hop Connection Tape Vol. 2. Im Dezember folgte auf der Hip Hop Connection Vol. 3 der Song Licker, der von Loco produziert wurde.
Im Jahr 2005 veröffentlichte er seine Demo-CD Milk im Eigenvertrieb. Ein Jahr später folgte sein erstes Album Der rote Faden auf CD im Eigenvertrieb, welches er mit seinem langjährigen Produzenten & Jugendfreund „Loco“ produzierte. Auf diesem Album hatten die Rapper Thaiman, Akinyemi (Hinterland), Polifame, Average, Bauxl (Die Antwort) und Wenzel Washington Gastauftritte. Der Song Higher wurde vom Radiosender FM4 gespielt und machte Def Ill bekannter. Ebenfalls im Jahr 2006 erschien sein Gastauftritt auf dem Song Dubeam auf dem Attwenger Remix-Album namens Dog2. Zeitgleich formierten sich „Def Ill“ & „Digga Mindz“ zur Gruppe „Ill Mindz“. Außerdem wurde Def Ill fester Bestandteil des Labels Boombokkz Recordz.
Durch seine Zusammenarbeit als „Governor General Rugged“ mit Joseph Cotton lernte er in Paris „Biga*Ranx“ kennen, mit welchem er die Dancehall-Gruppierung „Mus Bus“ gründete. Im Jahr 2009 folgte die Debüt-CD Mus Bus – Cuz wi mus bus. Im gleichen Jahr erschien Der rote Faden als 12"-Schallplatte. Vertreten waren fünf Werke des Debüt-Studio-Albums Der rote Faden und neue Songs, wie z. B. Süchtig, zu dem auch Def Ills erstes offizielles YouTube-Video veröffentlicht wurde.
Außerdem verschaffte er sich mit verschiedenen Titeln, die zum Herunterladen angeboten wurden, und Gastauftritten weitere Aufmerksamkeit. In seinem Song Ghostwriter imitierte er mehrere österreichische Rapper. Es folgten Ghostwriter Pt. 2 und Ghostwrita Pt. 3.
Im Jahr 2010 erschien das Mixtape I gib kan Fick. Hier wurden einige Lieblings-Raptracks des Künstlers gecovert und umgeschrieben, gemischt mit bisher unveröffentlichtem Material. Auf dieser CD befindet sich auch eine umstrittene Coverversion des Kool-Savas-Hits King of Rap, auf dem er Teile der österreichischen Rap-Szene angriff. In einem „Tribe Vibes“-Interview rechtfertigte er den Titel jedoch als „Parodie“.
Im Jahr 2011 veröffentlichte er gemeinsam mit DJ Chrisfader die CD Stakkatoflow, die größtenteils eine Sammlung an Doubletime/Tripletime-Tracks ist, die bis dato entstanden. Zeitgleich erschien das Ill Mindz Debüt-Album Real Recognize Real, welches in Best-of-Form 2013 auch als Vinyl veröffentlicht wurde.
Im Jahr 2012 erschien sein zweites offizielles Solo-Album Reefa Mawdness, das von Konstantin Diggn, Digga Mindz, Stixx, Def Ill, Tobrock produziert wurde. Auf diesem Album befinden sich Gastauftritte von Agent Olivia Orange, Alice Harper, Digga Mindz, Kinetical und Skero. Das von Konstantin Diggn produzierte und auf YouTube veröffentlichte Lied Fuemriss wurde von FM4 gespielt. Es folgten Reefa Remix Mawdness Vol. 1 sowie die limitierten Art Editions und Smokers Editions, welche er in Zusammenarbeit mit seinem langjährigen Komplizen „Eliot“ produzierte. Der „Max Powa“-Remix des Songs Hoib so Wued lief ebenfalls auf FM4 und wurde im Jahr 2013 auf der FM4 Soundselection 28-Kompilation veröffentlicht.
Auf seinem YouTube-Kanal „generalrugged“ veröffentlichte er über 300 Videos und Songs. Er erlangte besondere Aufmerksamkeit durch eine Reihe namens „Def Ill’s One Take Show“, in deren Folgen bisher neben Def Ill auch „Biga*Ranx“, „Kinetical“, Don Dada Rio und der jamaikanische Künstler „G-Mac“ auftraten.
Im Jahr 2013 veröffentlichte Def Ill Unchained – Tribute to Django, eine Hommage an Quentin Tarantinos Spielfilm Django Unchained. Unchained – Tribute to Django wurde von Konstantin Diggn und Def Ill selbst produziert und ist kostenlos über Bandcamp erhältlich. Seit diesem Jahr agiert er auch unter dem Synonym „Ruffian“ (eine Abkürzung seines langem Synonyms „Governor General Ruffian Rugged“). Er veröffentlichte sein erstes, kostenloses Mixtape als „Ruffian“ auf der Bandcamp-Seite von „Fireclath Sound“. Aktuell arbeitet er an einem Album & Produktionen für „Fireclath Sound“. Def Ill verkauft seine Musik auf Bandcamp & wird über Distrokid vertrieben.
2017 & 2018 folgten 2 Touren mit Kroko Jack & T-ser, das Charity-Projekt "R.A.F. (Refugees ain´t Fugitive)", das 60 Track umfassende Mixtape "Def Before Dishonor" & eine weitere Mini-LP "No-Notstands-Notes". 2018 gründete er mit KS Kopfsache die Plattform "C.O.C." (Cabinet of Curiosities) zum Pushen befreundeter Musiker, allein in einem Jahr folgten über 8 zur Gänze von Def Ill produzierten Veröffentlichungen für C.O.C. & Beatzarilla (Misses U - I am me & Marie - I Rise).
Def Ill trat (teils unter dem Namen „(Governor General) Ruffian Rugged“) auch in Frankreich, Deutschland, Italien, Belgien und den Niederlanden auf. Es fanden dabei sowohl Soloauftritte als auch Konzerte des „Fireclath Soundsystem“ statt. Bei Konzerten wurde er von „Brother Louis“ unterstützt bis 2014, 2014–2017 von "Highznberg" & seit 2017 bis dato von KS Kopfsache. Für seine Videos sind hauptsächlich Eliot, KS Kopfsache, Thomas Schwarz und er selbst verantwortlich.
2019 gründete er gemeinsam mit der New Yorker Rap Legende Afu-Ra das Projekt "B4 - BringBoomBapBack", das Crowdfunding-Goal auf wemakeit konnte sein Ziel erreichen und finanzierte die Produktion der "B4 Ep". Ebenfalls 2019 wurde Schager als "Ruffian Rugged" auf Brigante Records (FR) gesignt und vom Youtube-Channel "NahDahVebb" unter die Top 100 der schnellsten Rapper der Welt gelistet.

## Politisches Engagement
Def Ill thematisiert oft aktuell politische Themen in seinen Texten. So solidarisierte er sich im Jahr 2009 im Song Vom Audimax zur Fabrik, den er zusammen mit Loco und DJ Chrisfader produzierte, mit den Studierendenprotesten im Wiener Audimax. Der Song erschien auf der Uni brennt-Compilation. Def Ill ist auch Mitglied der Formation „Mördaoffn“ (mit Manuel Manic & Benedikt Walter), mit der er u. a. im besetzten Audimax auftrat.
Im Jahr 2013 solidarisierte sich Def Ill mit den Streikenden in der Votivkirche in Form seines Remix des Bandulu-Songs Dem nuh know. Dieser Remix wurde ausschließlich online veröffentlicht. Am 16. Februar 2013 fand vor der Votivkirche eine Großdemonstration statt. Im Zuge dieser Demonstration trat Def Ill mit einem Acapella-Medley auf, bei dem er u. a. diesen Song rappte.
Im August 2015 veröffentlichte er den Song Zeltstädte um die Problematik der seines Erachtens „menschenunwürdigen Verhältnisse“ in (u.A.) Traiskirchen zu thematisieren. Es folgte ein Bericht auf dem österreichischen Fernsehsender Puls 4.
Im September 2015 wurde "Zeltstädte Part 2" auf Youtube veröffentlicht, ein 21-minütiger Mammut-Remix, welcher von Konstantin Diggn produziert wurde und Kinetical, T-Ser, Brother Louis, Demolux, Selbstlaut, Huckey (Texta), Kreiml (Wienzeile), Highznberg (Normbruch Crew), Monobrother, Iriehead, Manuel Manic & Dready C featured.
Er veröffentlichte 2017 "R.A.F. - Refugees ain´t Fugitive", ein digitales Mixtape, das eine subjektive akustische Dokumentation der "Flüchtlingskrise" darstellt. Alle Einnahmen gehen zur Gänze an den Verein "Flucht nach Vorn", um Sprachkurse und Freizeitangebote für geflüchtete Jugendliche zu finanzieren. Die Einnahmen und Überweisungen werden auf Def Ill´s Jimdo-Homepage festgehalten.
Ab 2022 setzte er sich auch gegen Impfskeptiker und Kritiker der Pharmaindustrie ein, da diese seiner Ansicht nach nicht mit der politischen Linke vereinbar seien.

## Wettbewerbe und Auszeichnungen
Am 3. Juni 2011 gewannen Def Ill & Digga Mindz den Red-Bull-Wettbewerb „Beats & Rhymes“.
Im April 2013 wurde er in der Kategorie „Best Hip Hop/RNB Act“ für den Amadeus Award nominiert.
Dezember 2019 gewann er die UC10 Challenge von DJ Lil Sprite und war somit Teil des Songs "Underground Choppers 10".
Im Jänner 2020 wurden Marie & Def Ill (als Ruffian Rugged) für ihren gemeinsamen Song "Tryin" unter die Top 25 für den Protestsongcontest nominiert.

## Diskografie

### Solo-Veröffentlichungen
- 2005: Milk (Eigenvertrieb)
- 2006: Der rote Faden (CD im Eigenvertrieb, 2009 auch als 12" Schallplatte mit weiteren Songs)
- 2008: Please Don’t Stop the Boombap (limitierte Promo-CD)
- 2009: Mus Bus – Cuz wi mus bus (CD im Eigenvertrieb mit Biga*Ranx)
- 2010: I gib kan fick (Mixtape)
- 2011: Wauns mi mischn zarat was a LP (Veröffentlichung auf Bandcamp)
- 2011: Stakkatoflow (zusammen mit Chrisfader)
- 2012: Reefa Mawdness (2013 auch als „Smokers Edition“ und „Art Edition“ mit Bonusmaterial)[7]
- 2013: Reefa Remix Mawdness Vol. 1[8]
- 2013: Def Ills Harvest (Release via Bandcamp)
- 2013: Ruffian Roulette (als Ruffian)[9]
- 2013: Def Ill Unchained – Tribute to Django[10]
- 2013: Texta Classics – Remixed by Konstantin Diggn und Def Ill (via Bandcamp)
- 2013: I gib nu imma kan Fick mit Bluat (Free-Mixtape)
- 2014: Laima & Def Ill – WeenA2 (CD auf Tonträger Records)
- 2014: Deflok the Demolisher (Free-Mixtape)
- 2017: R.A.F. "Refugees Ain't Fugitive" (Charity Release)
- 2017: Def before Dishonor (Free Mixtape via Bandcamp)
- 2018: No-Notstands-Notes (Digital Mini-LP via Bandcamp und Distrokid)
- 2018: Planet Purge (Online Album als Ruffian Rugged)
- 2019: Def Ill - Playtest (Online EP via Distrokid)
- 2019: Afu-Ra & Def Ill – B4 EP (digital /// Vinyl folgt derzeitig für 2020 /// A LINZA TRILOGIE 1)
- 2019: Pai Mei (als Ruffian Rugged /// Digital Single via Brigante Records)
- 2020: Battle Royale (Free Mixtape als Ruffian Rugged via Brigante Records)

### Mixtapes mit Fireclath Soundsystem
- Fireclath & Kinetical – Kineticlath (2012)
- Fireclath – Real Empress Know the Difference (2012)
- Fireclath – Yall Know the Name (2012)
- Fireclath – Amsterdam Riddim (2012)
- Fireclath (DJ Mix-CD – Send on)
- Fireclath (DJ Mix-CD – Forward Ever Backward Never)
- Fireclath – (DJ Mix-CD – 2KCRIME)

## Kritiken
- Phekt: Der vielseitigste Rapper Österreichs?